# Saudi Standards, Metrologie und Qualitätsorganisation
Die Saudi Standards, Metrologie und Qualitätsorganisation (kurz: SASO, arabisch الهيئة السعودية للمواصفات والمقاييس والجودة, DMG al-Haiʾa as-saʿūdiyya li-l-Muwāṣifāt wa-l-Maqāyīs wa-l-Ǧauda, englisch Saudi Standards, Metrology and Quality Organization) ist eine technische Regierungsbehörde in Saudi-Arabien, die 1972 gegründet wurde und Aufgaben in Bezug auf Standards, Metrologie und Qualität regelt.

## Struktur und Verantwortlichkeiten
Die Saudi Standards, Metrologie und Qualitätsorganisation (SASO) wird von einem Verwaltungsrat verwaltet, dem der Minister für Handel und Investitionen vorsteht und dem an der Normung interessierte Sektoren des Königreichs angehören.
Die Aufgaben des SASO konzentrieren sich hauptsächlich auf die Entwicklung und Genehmigung nationaler Normen für Waren, Produkte und Dienstleistungen. Zu den Aufgaben des SASO gehört auch der Erlass von Vorschriften, die die Bewertungsverfahren für Waren, Produkte und Dienstleistungen nach genehmigten Normen sicherstellen. Die Förderung des Bewusstseins für Normen und Qualität sowie die Durchführung von Studien- und Forschungsarbeiten gehören ebenfalls zu den Aufgaben des SASO.